# میرکو نووسل
میرکو نووسل (انگلیسی: Mirko Novosel؛ زادهٔ ۳۰ ژوئن ۱۹۳۸) بازیکن بسکتبال اهل یوگسلاوی است.
وی در مسابقات کشوری و بین‌المللی در مجموع برندهٔ ۲ مدال طلا، ۲ مدال نقره، ۲ مدال برنز شده‌است.